# Desa Bantarjaya (administrativ by i Indonesien, lat -6,53, long 106,73)
Desa Bantarjaya är en administrativ by i Indonesien.   Den ligger i provinsen Jawa Barat, i den västra delen av landet, 40 km söder om huvudstaden Jakarta. Desa Bantarjaya ligger vid sjön Setu Moyan.